# He's the Greatest Dancer
Singles de Sister Sledge
I've Seen Better Days
(1978) We Are Family
(1979)
He's the Greatest Dancer est une chanson du groupe américain Sister Sledge qui paraît en single le 3 février 1979. Le titre, écrit et composé par Nile Rodgers et Bernard Edwards du groupe Chic, est présent sur l'album We Are Family.

## Classements

### États-Unis
Le single se positionne à la neuvième place du Billboard Hot 100 le 12 mai 1979.
Il arrive à la première du Hot Dance Club Songs le 24 mars 1979 ainsi que du Hot R&B/Hip-Hop Songs le 31 mars.

### Royaume-Uni
Dans les îles britanniques le titre obtient une sixième place le 17 mars 1979.

## Reprises
Singles de Dannii Minogue
I Can't Sleep At Night Touch Me Like That
La chanson est reprise en 2006 par Dannii Minogue qui chante ce titre en novembre lors de l'émission de téléthon Children in Need sur la BBC. Au cours du mois, elle en enregistre une version studio, remixée par Fugitive, et qui apparaît sur la compilation dance Clubland 10. En décembre 2006, He's The Greatest Dancer est envoyé aux clubs du Royaume-Uni et devient numéro 1 au classement des titres les plus diffusés en boîte de nuit (Upfront Club Chart). La chanson a été commercialisée en Australie sur le label Central Station Records le 14 avril 2007.
Elle est également sortie en Espagne, où elle s'est classée à la 18e place des ventes de singles. Au début du mois de novembre 2007, le single est rentré de nouveau dans le top 20 espagnol, se classant 13e.
Cette chanson a également servie de base à Will Smith pour composer Gettin' Jiggy wit It.

### Clip vidéo
Aucun clip n'a été réalisé pour ce titre, seulement la version en public interprétée sur la BBC et celle à l'émission Australia's Got Talent en Australie.

### Liste des pistes

#### CD single
1. He's the Greatest Dancer (LMC Edit) - 3 min 05 s
2. He's the Greatest Dancer (LMC Extended) - 5 min 55 s
3. He's the Greatest Dancer (Chris Lake Remix) - 6 min 29 s
4. He's the Greatest Dancer (Shapeshifters Remix) - 5 min 41 s
5. He's the Greatest Dancer (Kenny Hayes Dub Addiction) - 5 min 49 s
6. He's the Greatest Dancer (Riffs & Rays Mix) - 8 min 19 s
7. He's the Greatest Dancer (Sébastien Léger Electro Vocal) - 8 min 51 s
8. He's the Greatest Dancer (Fugitive Club mix) - 5 min 20 s

### Classement des ventes
| Pays                                | Meilleure position |
| ----------------------------------- | ------------------ |
| Royaume-Uni (UK Upfront Club Chart) | 1                  |
| Espagne                             | 13                 |
| Australie                           | 37                 |